# Aurelio Saffi
Aurelio Saffi (Forlì, 13 de agosto de 1819-10 de abril de 1890) fue un político italiano seguidor y colaborador de Mazzini.

## Biografía
Estudió leyes en la universidad de Ferrara. Adherido a las ideas republicanas de Mazzini formó parte del Triunvirato de la República Romana junto al mismo Mazzini, pero la restauración del Estado Pontificio lo obligó al exilio, primero a Suiza y después a Inglaterra. Vivió durante un importante periodo de su vida en Oxford, enseñando literatura italiana en la universidad. 
Durante su estancia en Londres, en 1851 conoció a la activista por los derechos de las mujeres Giorgina Janet Craufurd con quien se casó en 1857. Giorgina se convirtió en una estrecha colaboradora y tras la muerte de Saffi fue recopiladora de sus escritos.
En 1860, con la formación del reino de Italia, regreso su ciudad natal, Forlì. En 1861 fue elegido diputado del Parlamento Italiano y en 1867 empezó a enseñar en la Universidad de Bolonia. Murió el 10 de abril de 1890, a los 70 años.